# Boris Šurbek
Boris Šurbek, slovenski tolkalist in pedagog, * 11. december 1944, Ormož.

## Življenjepis
Na Akademiji za glasbo v Ljubljani je leta 1965 diplomiral iz klavirja in tolkalnih instrumentov, izpopolnjeval pa se je v Londonu. Med letoma 1962 in 1982 je bil redni član Komornega orkestra »Slavko Osterc«, do leta 2003 pa solo timpanist v Simfoničnem orkestru RTV Slovenija. Šurbek je dolgoletni profesor na ljubljanski Akademiji za glasbo, kjer je predstojnik katedre za tolkala. 
Njegov brat je slovenski dirigent Milivoj Šurbek, njegov sin pa tolkalist Jernej Šurbek.